# Supreme Team

Supreme Team (del coreano: 슈프림팀) es un dúo de rap de Corea del Sur integrado por Simon Dominic (사이먼 도미닉) y E-Sens (이센스). Ellos debutaron oficialmente en 2009 con el miniálbum Supreme Team Guide To Excellent Adventure.

## Discografía

### Studio albums
- Supremier

Lanzamiento: 31 de diciembre de 2011
Label: M-Net Media
Tracks:
1. Intro: Before Start
2. M.U.S.I.C (feat. Choiza)
3. At That Time (feat. Brian)
4. Respect My Money (Clean Version)
5. Darling (feat. JC a.k.a JiEun)
6. Step Up
7. Where U At? (Simon D Solo)
8. Where To Go? (E-Sens Solo)
9. Sleepy (feat. Kim Shin Young)
10. Skit: Fools
11. Shinobi (feat. Tablo) (Clean Version)
12. Need Only You (feat. Gaeko)
13. Interlude: Seoul Escape
14. Take Me (Feat. Beenzino)

### Miniálbumes
- Supreme Team Guide To Excellent Adventure

Lanzamiento: 14 de julio de 2009
Label: M-net Media
Tracks:
1. Put It On (Feat. Beatbox DG)
2. Supermagic
3. 나만 모르게 (Feat. T)
4. 부적응: 3 MC part 4.5 (Feat. 도끼)
5. Drive
6. 아리따움 (Feat. Dynamic Duo)
7. Do
8. 훌리건 (Hooligan's Anthem) (Feat. DJ Pumpkin)

- Ames Room

Lanzamiento: 1 de octubre de 2010
Tracks:
1. 그땐 그땐 그땐 (Then Then Then)
2. 왜 (Why)
3. Ready Gaga (Feat. 정유진)
4. 그땐 그땐 그땐 (Inst.)
5. 왜 (Inst.)

### Repackage
- Spin Off

Lanzamiento: 3 de junio de 2010
Tracks:
1. Respect My Money (Dirty Ver.)
2. 시노비 (Feat. Tablo, DJ Pumpkin) (Dirty Ver.)
3. 땡땡땡
4. 뭐!? (Feat. Yankie, DJ Pumpkin)
5. Super Lady (Feat. Bumkey of 2WINS)
6. Step Up (Simo Remix) (Bonus Track)

### Digital Singles
- Wae (왜) (con Yeong Jun de Browneyed Soul)
- Shin Seung Hun 20th Anniversary With Supreme Team (신승훈)
- 2010 MAMA Theme Song (테마송) (Junsu, 8eight, Narsha y Jea (B.E.G), Boohwal, Supreme Team)
- Get Ready
- 심장이 춤춘다 (ft. Sori)
- Hommage to Quincy Jones

## Premios
- Mnet Asian Music Awards - Best New Male Group (2009)
- Mnet 20's Choice Awards - 20's Most Influential Stars (2010)
- Golden Disk Awards - Best Rap/hip hop Award Winners (2010)